# OVAL MIND
『ÓVAL MIND』（オーバル・マインド）は、J-WALK5枚目のオリジナルアルバム。1986年8月25日、BOURBON RECORDSから発売された。

## 概要
前作『DISTANCE』から7ヶ月振りに発売された。

## 収録曲
1. 青春のモノクローム ムービー (MY YOUTHFUL DAYS)
作詞・作曲：杉田裕、編曲：J-WALK
後に9枚目のシングル「誰にも言えない真夏のLOVE」のB面としてシングルカットされた。
2. 哀しみのカタストロフィ (KATASTROPHE)
作詞・作曲・編曲：長島進
3. 夢の通い路 (YUME NO KAYOIJI)
作詞・作曲・編曲：長島進
4. ジュリエット (JULIET)
作詞・作曲・編曲：杉田裕
5. 誰にも言えない真夏のLOVE (CRAZY SUMMER LOVE)
作詞・作曲・編曲：田切純一
後に9枚目のシングルとしてシングルカットされた。
黄桜 生 貯蔵酒 CFイメージ・ソング
6. 炎の戦士 (FIELDS ON FIRE)
作詞・作曲：中村耕一、編曲：J-WALK
8枚目のシングル。
AUSSIE BOWL '86 IMAGE SONG
7. パラダイスロード (PARADISE ROAD)
作詞：東海林良、作曲・編曲：杉田裕
8. シティ, シティ, シティ (City, City, City)
作詞：東海林良、作曲・編曲：中村耕一
9. 夢語り (NEVER NEVER STORY)
作詞：杉田裕、作曲：中村耕一、編曲：杉田裕
10. ジム シャピロのテーマ (THEME OF JIM SHAPPIRO)
作詞：トシ・スミカワ、作曲・編曲：知久光康
MBS・TBS系『地球発22時』テーマ曲
11. 海鳴りの詩 (RUMBLING OF THE SEA)
作詞：東海林良、作曲・編曲：近藤敬三